# Mary Wagaki
Mary Wagaki, née le 20 juin 1954, est une athlète kényane.

## Carrière
Mary Wagaki remporte la médaille d'argent du 1 500 mètres aux Jeux africains de 1973 à Lagos puis la médaille d'or dans la même épreuve aux Jeux afro-latino-américains de 1973 à Guadalajara.
Elle dispute le marathon féminin aux Jeux olympiques d'été de 1984 à Los Angeles, terminant à la 43e place.